# Pectinochromis lubbocki
Pectinochromis lubbocki là loài cá biển duy nhất thuộc chi Pectinochromis trong họ Cá đuôi gai. Loài này được mô tả lần đầu tiên vào năm 1983.
Loài này được theo tên của nhà ngư học Hugh Roger Lubbock, để vinh danh những đóng góp của ông trong việc phân loại các loài Pseudoplesiopine.

## Phân bố và môi trường sống
P. lubbocki được phân bố ở Biển Đỏ, và được tìm thấy tại vịnh Aqaba, trải dài về phía nam đến Port Sudan, Sudan. Chúng thường sống xung quanh các rạn san hô ở độ sâu khoảng 52 - 70 m.

## Mô tả
P. lubbocki trưởng thành dài khoảng 3,5 cm. Đầu của P. lubbocki có màu hồng mờ, hồng hơn hoặc chuyển thành xanh xám ở mang. Mống mắt màu vàng. Thân màu hồng nhạt hoặc nâu vàng nhạt, nhạt màu hơn ở thân trước và ngả màu lục ở thân sau, bụng nâu nhạt hoặc trắng. Thân sau có các chấm vàng. Hai bên thân có các đốm màu nâu sẫm. Vây ngực màu hồng hoặc vàng, trong suốt. Vây bụng màu hồng hoặc trắng xanh. Nửa trước vây lưng có màu hồng nhạt hoặc lam sáng, nửa sau màu hồng vàng. Vây hậu môn có màu vàng trong suốt. Đuôi có màu vàng lục.
Số ngạnh ở vây lưng: 2; Số vây tia mềm ở vây lưng: 22 - 23; Số ngạnh ở vây hậu môn: 2; Số vây tia mềm ở vây hậu môn: 12 - 13; Số vây tia mềm ở vây ngực: 16 - 17; Số ngạnh ở vây bụng: 1; Số vây tia mềm ở vây bụng: 4.
Thức ăn của P. lubbocki có lẽ là rong tảo và các sinh vật phù du nhỏ.